# Tabelle chinesischer Maßeinheiten verschiedener Dynastien
Die Einheit Li wurde für das Vermessen des Landes und besonders der geplanten rechteckigen Idealstädte verwendet.
| Dynastie                | chi (Fuß)             | bu (Schritt) | bu (Schritt)             | li (Meile)      | li (Meile)                          |
| ----------------------- | --------------------- | ------------ | ------------------------ | --------------- | ----------------------------------- |
| Shang-Dynastie          | 16,75 cm 16,9 cm      | 6 chi        | 100,5 cm 101,4 cm        | 300 bu          | 301,5 m 304,2 m                     |
| Westliche Zhou-Dynastie | 19,9 cm               | 6 chi        | 119,4 cm                 | 300 bu          | 358,2 m                             |
| Östliche Zhou-Dynastie  | 22 cm 22,7 cm 23,1 cm | 6 chi        | 132 cm 136,2 cm 138,6 cm | 300 bu          | 396 m 408,6 m 415,8 m               |
| Qin-Dynastie            | 22,6 cm               | 6 chi        | 135,6 cm                 | 300 bu          | 406,8 m                             |
| Westliche Han-Dynastie  | 23 cm 23,81 cm        | 6 chi        | 138 cm 142,86 cm         | 300 bu          | 414 m 428,58 m                      |
| östliche Han-Dynastie   | 23,9 cm               | 6 chi        | 143,4 cm                 | 300 bu          | 430,2 m                             |
| 220                     | 24,1 cm               | 6 chi        | 144,6 cm                 | 300 bu          | 433,8 m                             |
| 600                     | 25,5 cm               | 6 chi        | 153 cm                   | 300 bu          | 459 m                               |
| Tang-Dynastie           | 24,65 cm 29,55 cm     | 5 chi        | 123,25 cm 147,75 cm      | 300 oder 360 bu | 369,75 m 443,88 m 443,25 m 531,90 m |
| Song-Dynastie           | 27 cm                 | 5 chi        | 135 cm                   | 300 oder 360 bu | 405 m 486 m                         |
| nördliche Song-Dynastie | 30,8 cm               | 5 chi        | 154 cm                   | 300 oder 360 bu | 462 m 554,4 m                       |
| Ming-Dynastie           | 30,08 … 31,90 cm      | 5 chi        |                          | 300 bu          | 451,20 … 478,50 m                   |
| Qing-Dynastie           | 30,80 … 33,52 cm      | 5 chi        |                          | 300 bu          | 462,00 … 503,89 m                   |
| zum Vergleich: VR China | 33 1/3 cm             | 5 chi        | 166 2/3 cm               | 300 bu          | 500 m                               |

Siehe auch:
- Alte Maße und Gewichte (China)
- Geschichte des Städtebaus in China